# Île Gallinara
L’île Gallinara est un îlot situé près de la côte de Ligurie dans la rivière du Ponant face à la commune d'Albenga. L'île constitue à elle seule la Réserve naturelle régionale de l'île Gallinara.

## Environnement
L'île est le siège d'une des plus grandes colonies de nidification du goéland leucophée dans toute la mer Ligure.
L'activité sous-marine près de l'île est totalement interdite à cause de la présence de véhicules de guerre explosifs et d'une épave remontant au XVIIIe siècle.
Une ordonnance a cependant consenti aux immersions sous-marines accompagnées par les guides locaux des Diving center conventionnels.
Sur les parois, on peut trouver des marguerites de mer, des Axinella polipoydes (parfois de grosses dimensions), la très rare Chetaster longipes et une grande abondance de vie de benthos.
L'île présente en particulier deux points d'immersion : 
- Christ rédempteur ou Pointe Falconara : 
Dans les fonds marins entourant l'île a été construite une statue du Christ, posée là le 29 septembre 1998. L'immersion est plutôt simple et peu profonde, jusqu'à un maximum de 18 m sous l'eau. La faune bentonique est abondante et caractérisée par de nouvelles colonies de nudibranchia et l'importance des marguerites de mer.
- Pointe Sciusciau : 
De 15 à 30 mètres de profondeur, elle ne présente aucune difficulté particulière hormis la profondeur et, parfois, le courant. Il est fréquent d'y observer de beaux spécimens de mérou brun, murène commune, pieuvre et rascasse rouge, et, vers 30 m de profondeur, on peut y rencontrer des éponges d'assez belles dimensions.

## Histoire
L'île tient son nom des poules sauvages qui la peuplaient par le passé, comme le rapportent Caton l'Ancien et Varron. Elle fut le refuge de Martin de Tours vers la fin du IVe siècle puis d'un monastère bénédictin qui fut vendu par la suite à un propriétaire privé, en 1842.
Dans les profondeurs entourant l'île ont été retrouvées d'anciennes épaves et manufactures remontant, pour la plupart, au Ve siècle av. J.-C. et identifiées comme provenant de la zone de Marseille et comme appartenant aux commerçants venus peupler l'île par le passé. De nombreuses reliques sont conservées au Musée Naval d'Albenga parmi lesquels beaucoup d'amphores de l'époque romaine de la période républicaine à la fin du VIIe siècle.
C'est sur l'île que Nino Lamboglia effectua les premiers repères sous-marins de l'histoire en 1950.
Le 16 juillet 1947, un bateau à moteur "L'Annamaria" transportant 84 enfants a fait naufrage au large de l'île après avoir heurté un poteau soutenant l’émissaire des égouts coupé à fleur d'eau. 43 enfants meurent noyés, ainsi qu'un 44ème à l’hôpital et des adultes accompagnants. Ces enfants, agès de 4 à 13 ans étaient des orphelins de guerre milanais, en vacances dans une colonie de la "Solidarité nationale" de Loano. L'épave s'échoua à quatre mètres de profondeur avec une entaille de quarante centimètres par cinquante.